# Luis Cessa
Luis Enrique Cessa (Córdoba, 25 aprile 1992) è un giocatore di baseball messicano, lanciatore di rilievo per i Cincinnati Reds della Major League Baseball (MLB).

## Carriera

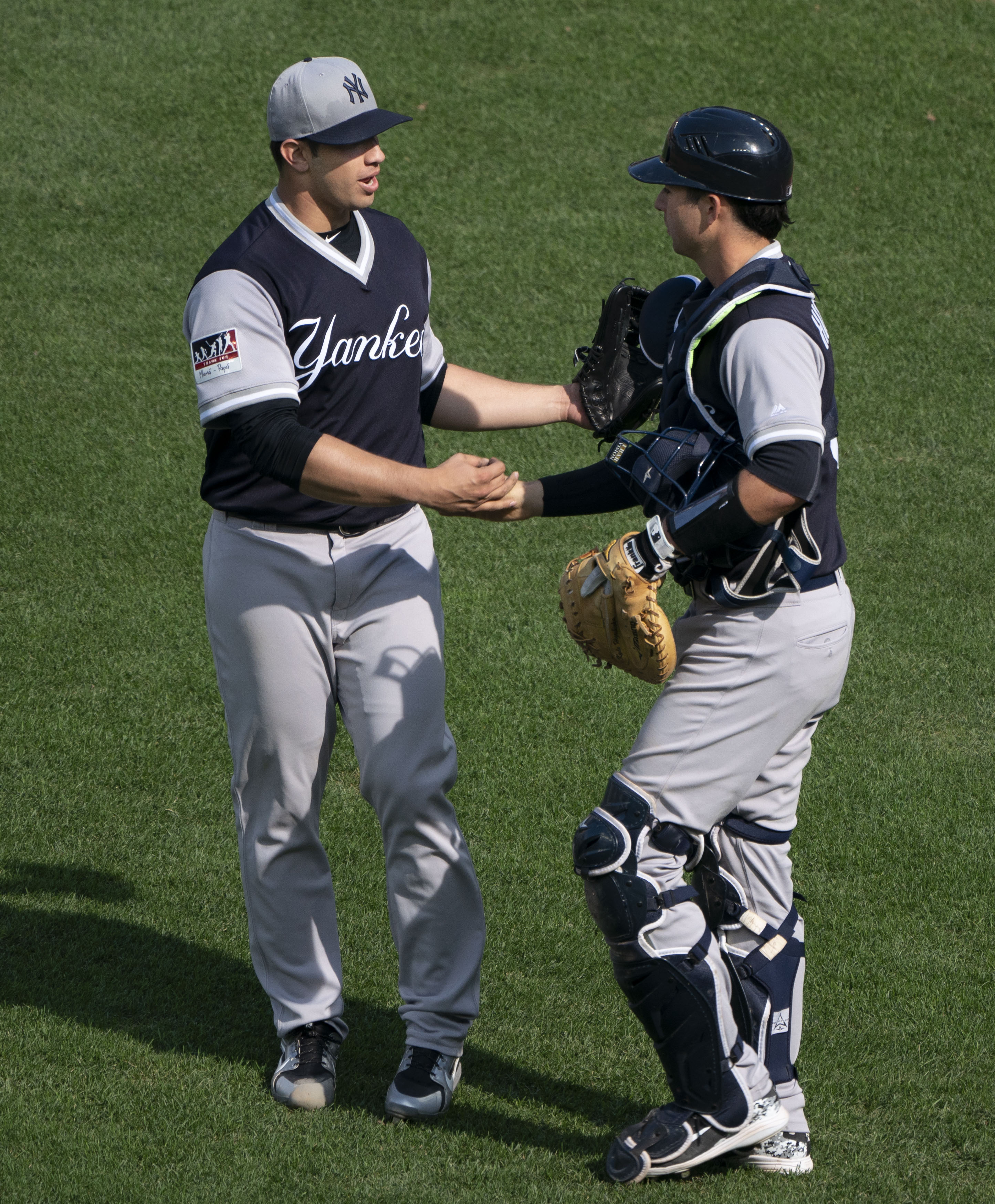
Luis Cessa (sinistra) assieme al ricevitore Kyle Higashioka nel 2018

### Minor League
Cessa firmò il 9 luglio 2008 come free agent con i New York Mets. Iniziò a giocare nel 2009 nella Dominican Summer League della classe Rookie, nei ruoli di seconda base e terza base per i DSL Mets.
Nel 2011, Cessa scelse di proseguire la carriera come lanciatore. Chiuse la stagione nella DSL il 22 giugno 2011, senza aver ottenuto nessuna vittoria e una sconfitta, con 2.49 di media PGL (ERA) in 5 partite, tutte da partente.
Il 2 luglio 2011, Cessa si trasferì in Florida per giocare nella Gulf Coast League, sempre nella classe Rookie, con i GCL Mets. Concluse la stagione con 4 vittorie e 2 sconfitte, 3.66 di ERA e una salvezza in 10 partite di cui una da partente.
Nel 2012 passò nella New York-Penn League della classe A-breve con i Brooklyn Cyclones, finendo con 5 vittorie e 4 sconfitte, 2.49 di ERA in 13 partite, tutte da partente.
Nel 2013 passò alla classe A nella South Atlantic League "SAL" con i Savannah Sand Gnats finendo con 8 vittorie e 4 sconfitte, 3.12 di ERA in 21 partite, tutte da partente, compreso un incontro completo (130.0 inning), ottenendo un premio individuale.
Giocò nella stagione 2014 nella classe A-avanzata con i St. Lucie Mets, effettuando inoltre un'apparizione nella Doppia-A.
Iniziò la stagione 2015 proprio con i Binghamton Mets nella Doppia-A. Venne promosso il 7 luglio dello stesso anno nella Tripla-A, dove giocò con i Las Vegas 51s.
Il 31 luglio 2015, i Mets scambiarono Cessa e Michael Fulmer con i Detroit Tigers per Yoenis Céspedes. Venne assegnato nella Tripla-A nei Toledo Mud Hens, dove chiuse la stagione.
Il 9 dicembre 2015, i Tigers scambiarono nuovamente Cessa (assieme a Chad Green) con gli Yankees per Justin Wilson.

### Major League
Cessa debuttò nella Major League Baseball l'8 aprile 2016, al Comerica Park di Detroit contro i Detroit Tigers. Schierato nel settimo inning, concesse due valide, tra cui un fuoricampo, e realizzò due eliminazioni per strikeout. Il 29 giugno contro i Rangers, ottenne la prima vittoria. Concluse la stagione con 17 partite disputate (9 da partente) nella MLB e 15 nella Tripla-A.
Il 28 luglio 2021, gli Yankees scambiarono Cessa e Justin Wilson con i Cincinnati Reds per un giocatore da nominare in seguito.